# کیت جاردین
کیت جاردین (انگلیسی: Keith Jardine؛ زادهٔ ۳۱ اکتبر ۱۹۷۵) ورزشکار هنرهای رزمی ترکیبی و بازیگر اهل ایالات متحده آمریکا است. وی بین سال‌های ۲۰۰۱ تا ۲۰۱۲ میلادی فعالیت می‌کرد.
از فیلم‌ها یا برنامه‌های تلویزیونی که وی در آن نقش داشته‌است می‌توان به بریکینگ بد، بازیگر، کرانک: ولتاژ بالا، خباثت ذاتی، استرچ، جان ویک، دونده مارپیچ: محاکمات سوختگی، روزی روزگاری در ونیز، شات کالر، تنها شجاعان، مکگیور، جعبه پرنده، و د کید اشاره کرد.